# Rawa Mazowiecka (gromada)
Rawa Mazowiecka – dawna gromada, czyli najmniejsza jednostka podziału terytorialnego Polskiej Rzeczypospolitej Ludowej w latach 1954–1972.
Gromady, z gromadzkimi radami narodowymi (GRN) jako organami władzy najniższego stopnia na wsi, funkcjonowały od reformy reorganizującej administrację wiejską przeprowadzonej jesienią 1954 do momentu ich zniesienia z dniem 1 stycznia 1973, tym samym wypierając organizację gminną w latach 1954–1972.
Gromadę Rawa Mazowiecka siedzibą GRN w mieście Rawa Mazowiecka (nie wchodzącym w jej skład) utworzono 31 grudnia 1959 w powiecie rawskim w woj. łódzkim z obszaru zniesionych gromad: Komorów (bez wsi i kolonii Komorów), Ossowice (bez wsi, osady i parceli Sangoszcz oraz wsi, kolonii i parceli Ossowice) i Podkonice Duże.
W 1961 roku (styczeń) gromadzka rada narodowa składała się z 26 członków.
31 grudnia 1961 do gromady Rawa Mazowiecka przyłączono obszar zniesionej gromady Julianów.
1 stycznia 1970 do gromady Rawa Mazowiecka z miasta Rawa Mazowiecka przyłączono obszar o powierzchni 1.728 ha, objemujący miejscowości Pasieka Wałowska, Podlas, Ścieki i Chrusty (z wyłączeniem osady Tatar) oraz część lasu o nazwie uroczysko Rawski Las.
Gromada przetrwała do końca 1972 roku, czyli do kolejnej reformy gminnej. 1 stycznia 1973 w powiecie rawskim utworzono gminę Rawa Mazowiecka.